# 冷戰國際史項目
冷戰國際史項目，是美國威爾遜國際學者中心於1991年成立的一个研究中心。该项目創辦專業刊物《冷戰國際史項目公報》（CWIHP Bulletin）。“冷戰國際史”這一概念因此開始流行，並被國際學界廣為接受。该项目是全世界最主要的冷戰史研究中心。
冷戰國際史項目通過出版刊物和組織各種國際會議，大量收集、整理、翻譯並公佈前社會主義國家的檔案文獻，還接受各國訪問學者和學生，為他們提供收集資料、開闊視野、參與討論的機會。目前，該項目的工作重心已經從莫斯科轉向北京，並已同中華人民共和國外交部簽訂幾個公佈或出版中國檔案的協議。